# Carlo Regensdorff
Carlo Regensdorff, auch Carl oder Karl Regensdorff (* 12. Januar 1792 auf Wangerooge; † 15. Dezember 1879 in Triest, Österreich-Ungarn), war ein deutscher Kaufmann und Mitbegründer des Österreichischen Lloyds.

## Karriere
Aus London 1815 nach Triest gereist, entfaltete Regensdorff seinen Unternehmungsgeist beim angesehenen Großhandelshaus Reyer & Schlik, wo er um 1863 Prokurist war. Mit dem späteren österreichischen Minister Karl Ludwig von Bruck, dem Bankier und Industriellen Franz Thaddäus Ritter von Reyer, Pasquale Revoltella, Joseph Lazarus Morpurgo und Weiteren beteiligte er sich 1833 an der Gründung des Österreichischen Lloyds, zunächst in Leben gerufen zur Informationsbeschaffung in der Schifffahrt für daran teilhabende Versicherungen.
Er übernahm dort 1853 einen Posten als Direktor und war Leiter der Literarisch-artistischen Abteilung des Österreichischen Lloyd – einer eigenständigen AG mit der Druckerei des Österreichischen Lloyd – die neben zahlreichen Publikationen Der Lloyd, Lloyd’s Reiseführer und die Triester Zeitung herausgab. 1853 zog er auch in den Verwaltungsrat des Österreichischen Lloyds ein.
Ebenfalls maßgeblich beteiligt war Regensdorff am Aufbau einer der größten Werften Österreich-Ungarns, der Stabilimento Tecnico Triestino und bei der Feuerversicherung Azienda Assicuratrice, wo er Direktor wurde.
Regensdorff war Mitglied des Triester Stadtrats und der Triester Börsendeputation.